# Софіївка (Сватівський район)
Софі́ївка — село в Україні, у Нижньодуванській селищній громаді Сватівського району Луганської області. Населення становить 41 осіб.
Орган місцевого самоврядування — Оборотнівська сільська рада.
Населення по перепису 2001 року — 107 осіб.
Село постраждало внаслідок геноциду українського народу, вчиненого урядом СРСР у 1932—1933 роках, кількість встановлених жертв — 152 людини.

## Також
- Перелік населених пунктів, що постраждали від Голодомору 1932—1933 (Луганська область)